# John Wesley Powell
John Wesley Powell (Mount Morris, Nova Iorque 1834 — Haven, Maine, 1902) foi um soldado, geólogo, botânico e explorador norte-americano, famoso por organizar a expedição de 1869 pelos rios Green (Utah) e Colorado, que foi a primeira a atravessar o Grande Canyon.

## Vida
Filho de um pregador inglês, ainda pequeno emigrou com toda a família primeiro para o Ohio e depois para o Wisconsin e Illinois. Aprendeu latim e grego, e interessou-se pelas ciências naturais, embora não tenha completado nenhum curso.

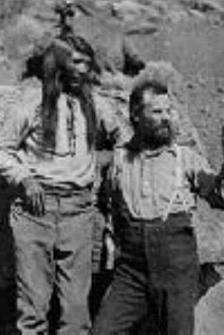
John Wesley Powell em 1869

Em 1855 atravessou o Wisconsin e em 1856 percorreu as margens do rio Mississippi. Durante a Guerra Civil Americana (1862-1865) lutou com o exército unionista e perdeu um braço na Batalha de Shiloh.
Ao acabar a guerra foi professor de geologia na Universidade de Illinois, mas em 1867 deixou o trabalho para ir explorar as Montanhas Rochosas.
Na expedição de 1869 chegou ao Wyoming, do qual em 1871 fez numerosos mapas. Em 1881 foi nomeado presidente do United States Geological Survey, cargo que ocupou até 1894.
Depois foi chefe do Bureau of American Ethnology e da Smithsonian Institution até à data da morte.
Faleceu de hemorragia cerebral e foi enterrado no Cemitério de Arlington como herói da guerra civil. Embora não fosse antropólogo nem linguista, fez uma descrição muito cuidada dos ameríndios que encontrou nas suas expedições, e fez a primeira classificação das línguas ameríndias, que se tornaria a base das que Edward Sapir, Charles F. Voegelin, e Mary Rosamund Haas fariam posteriormente.